# Hussiti

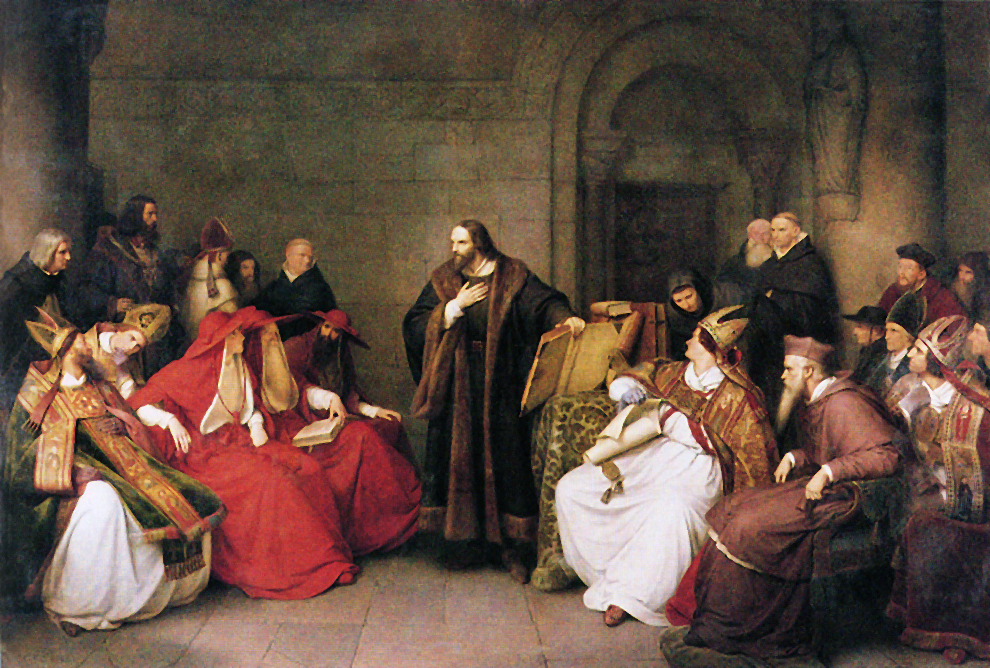
Jan Hus al Concilio di Costanza, dipinto di Carl Friedrich Lessing, 1842

Gli hussiti o ussiti (in ceco: Husité o Kališníci, cioè "Persone del Calice") sono gli appartenenti a quei movimenti cristiani riformatori o rivoluzionari sorti in Boemia nel XV secolo e sostenitori delle idee riformistiche del teologo boemo Jan Hus, condannato al rogo nel 1415, a sua volta vicino a John Wyclif e ai lollardi.

## Storia

### Origine
Jan Hus divenne professore presso I'Università di Praga (dove giravano i testi di John Wyclif) e lì cominciò ad esprimere dure critiche verso la chiesa romana.
Egli assunse delle posizioni molto critiche nei confronti del potere ecclesiastico e dell'infallibilità del pontefice, posizioni vicine a quelle di Wyclif e dei valdesi.
La teologia rivoluzionaria di Hus trovò subito fattori adiuvanti:
- Il Cristianesimo boemo derivava da quello orientale, data anche la posizione geografica della zona; questo allontanava già in partenza il popolo dalle dottrine cattoliche, comunque messe in discussione dai numerosi scismi dell'epoca.
- Lo status quo boemo per quanto riguardava le gerarchie ecclesiastiche ed i loro privilegi e soprusi creava malcontento fra le fasce più basse della popolazione. A questo furono dovute le varie rivolte contadine contro la Chiesa, proprietaria di oltre un terzo dei terreni boemi.
- Stava diffondendosi nel paese l'entusiasmo per il nazionalismo slavo.

Durante il Concilio di Costanza, Jan Hus fu condannato al rogo e ucciso il 6 luglio 1415. 
Dopo l'esecuzione di Hus, il movimento hussita assunse un carattere quasi insurrezionale. Vi furono moti di protesta e, nel settembre del 1415, 452 nobili boemi e moravi inviarono una formale nota contro l'accusa di eresia che aveva portato alla condanna di Hus. La popolazione considerò Hus come un martire e dalle proteste prese origine il movimento nazionalistico ceco.

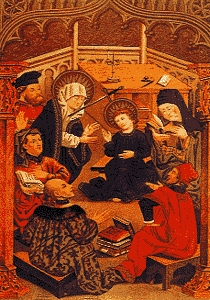
Teologi hussiti disputano le loro tesi davanti a Ladislao II di Polonia

Nel 1420 furono stilati i Quattro articoli di Praga, una sorta di manifesto del credo hussita, che esponeva varie tesi:
- Libertà per i preti e per i laici di predicare le Sacre Scritture in lingua locale.
- Comunione eucaristica sotto ambedue le forme, il calice contenente il vino e il pane, data sia agli adulti che ai bambini (il calice divenne il simbolo degli hussiti).
- Espropriazione dei beni ecclesiastici, povertà del clero e rinuncia ai beni materiali.
- Pene esemplari per i peccati mortali commessi da membri del clero.

In seguito il movimento si divise in correnti:
- la corrente moderata degli hussiti, formata da studenti, nobiltà e alta borghesia, prese il nome di calixtini (dal latino calix, calice, chiamati talvolta anche calinisti, calicisti o utraquisti dalla locuzione latina sub utraque specie);
- la corrente più estremista prese il nome di taboriti da Tábor, una collina nei pressi della città di Sezimovo Ústí, nella Boemia meridionale dove fu fondato un insediamento e vi si aggregarono i contadini e le fasce più povere della popolazione;
- dai taboriti prese origine un'altra corrente radicale, quella degli horebiti guidati dal nobile Jan Žižka;
- la corrente degli adamiti o piccardi guidata da Martin Húska.

Come conseguenza dei moti di ribellione scatenati dall'esecuzione di Hus, il sovrano di Boemia Venceslao IV tentò di escludere gli hussiti dalle cariche pubbliche e religiose. Ciò provocò una sollevazione e il 30 luglio del 1419 alcuni taboriti, guidati da Žižka, dettero luogo alla prima defenestrazione di Praga, uccidendo 7 magistrati che si erano rifiutati di rilasciare alcuni taboriti precedentemente arrestati e imprigionati.

### Guerre hussite

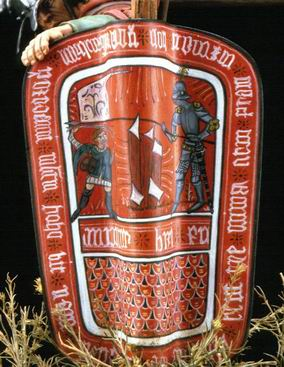
Copia moderna di uno scudo Hussita da un originale conservato al Museo nazionale di Praga.

Poco più di un mese dopo il re Venceslao morì e gli successe al trono di Boemia il fratellastro Sigismondo di Lussemburgo, già re di Germania. La dipartita del sovrano aveva suscitato commozione in tutto il popolo di Praga. Gli hussiti insorsero dopo aver udito la notizia e iniziarono a distruggere chiese, monasteri, e ad appropriarsi dei beni della Chiesa cattolica. L'unica possibilità per Sigismondo di riprendere il potere nelle sue mani era passare alle armi. 
Nel 1420 Martino V, sfruttando la sua bolla papale Inter cunctas che scomunicava gli hussiti, indiceva una crociata contro di loro; gli hussiti all'inizio protestarono pacificamente ma dopo il 1427 decisero di ribellarsi, non solo per difendere il proprio credo cristiano ma anche i Cechi.

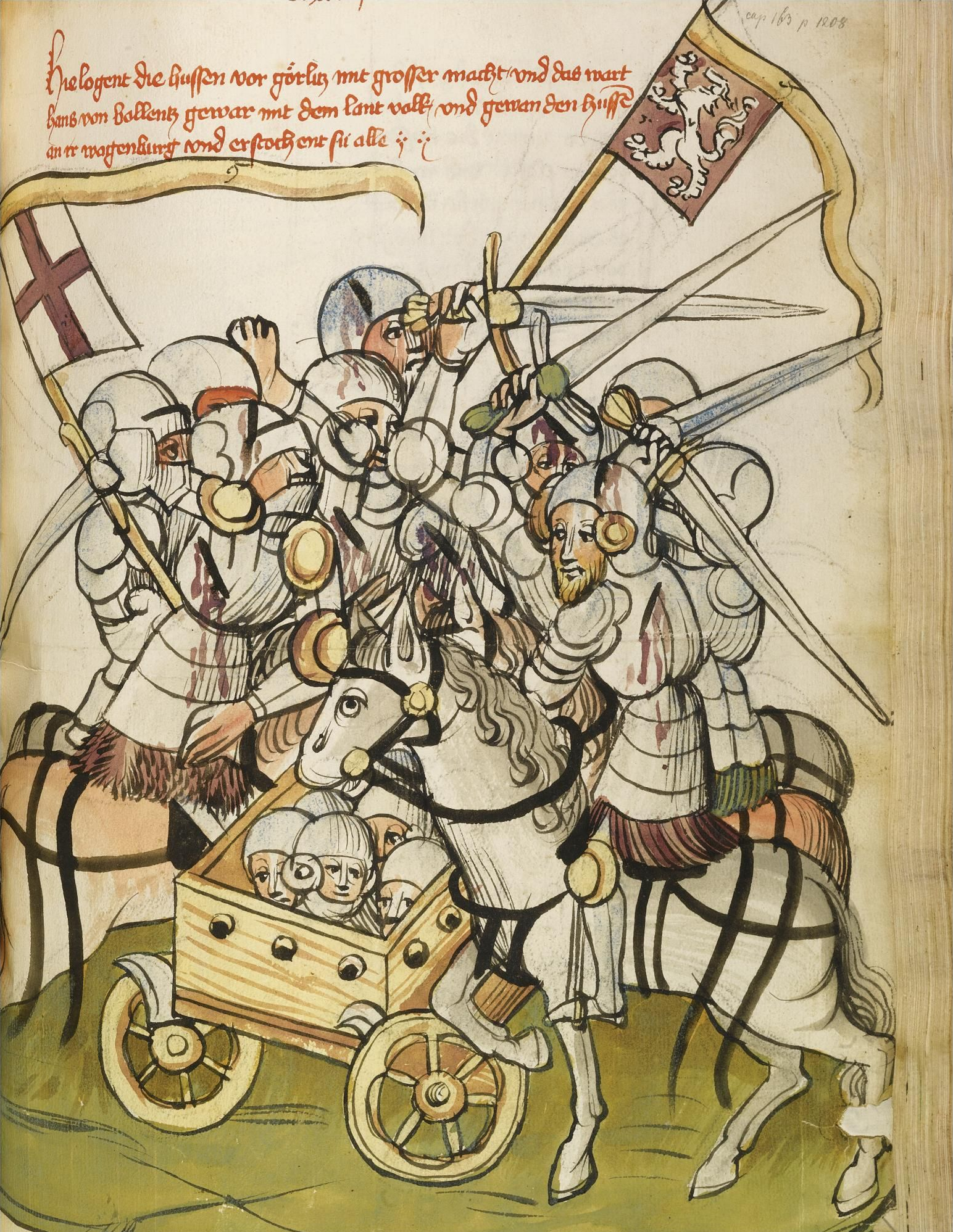
Illustrazione della battaglia di Kratzau, in cui l'Esercito slesiano massacrò varie truppe hussite

Sigismondo, grazie all'iniziativa del papa, invase la Boemia subendo però pesanti sconfitte da parte delle armate hussite guidate dal generale Jan Žižka durante le cosiddette guerre hussite (1420-1434); durante questo arco di tempo i seguaci di Hus tradussero le Sacre Scritture in ungherese e uralico, scrivendo quindi la Bibbia hussita. Le fazioni più moderate degli hussiti decisero di scappare dalla Boemia e rifugiarsi nei paesi confinanti. Il 23 marzo 1430 la francese Giovanna d'Arco emanò un diktat in cui minacciò gli hussiti che avrebbe portato avanti una nuova crociata contro di loro se non fossero ritornati al cattolicesimo, ma la cattura di quest'ultima da parte degli inglesi e burgundi le impedì di realizzare la minaccia.
La fine delle guerre hussite è sancita dalla Dieta di Iglau (Jihlava) nella quale le due fazioni accettarono le decisioni del Concilio di Basilea (3 marzo 1431). Gli hussiti calixtini accettarono di riconoscere Sigismondo come sovrano di Boemia e in cambio ottennero la libertà religiosa e numerose cariche nobiliari. I taboriti decisero di non conformarsi alle condizioni della Dieta e perciò vennero annientati a Lipan dai calixtini e dai cattolici il 30 maggio 1434. A partire da quel momento i taboriti persero importanza e si rifugiarono per cinque anni in Polonia, dove però vennero nuovamente perseguitati per ordine del re Ladislao III Jagellone.
L'assemblea di stato avvenuta a Jihlava nel 1436 confermò i Compactata di Praga, riconciliando la Boemia con la Chiesa di Roma e l'Europa occidentale; Sigismondo venne odiato e criticato da tutti i Cechi a causa delle sue misure repressive, gettando la nazione nel fermento, ma quest'ultimo morì nel 1437. L'assemblea di stato di Praga rifiutò la dottrina di Wyclif sulla Cena del Signore, atto che fu visto con disprezzo dai calixtini, dichiarandola eresia nel 1444. Molti dei taboriti decisero di passare dalla parte dei calixtini, altri invece costituirono l'Unitas Fratrum, detta anche Unione dei Fratelli Boemi.

### Separazione e rinascita

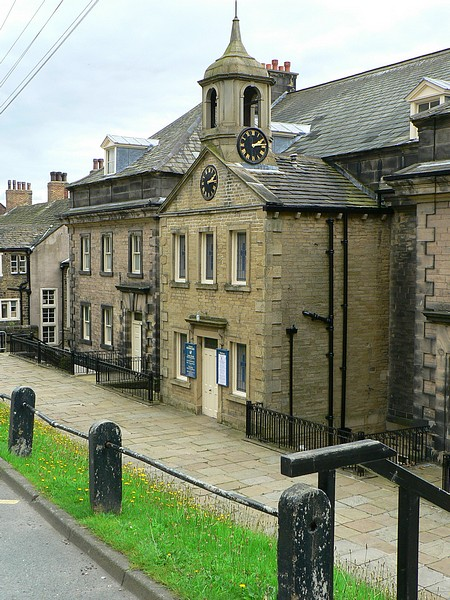
Chiesa moraviana nel villaggio moravo di Fulneck, Pudsey, Inghilterra

I calixtini non conservarono niente della dottrina di Wyclif, a parte la sua interpretazione eucaristica. Papa Pio II nel 1462 rese nulla la Compacta, proibì la comunione con ambedue le specie, e propose a Giorgio di Boemia di riconoscerlo come re se egli fosse tornato a sottomersi alla Chiesa cattolica; Giorgio rifiutò, rimase un hussita, ma il suo successore, Ladislao II di Boemia, diventò cattolico ed espulse molti calixtini troppo zelanti dal clero. Le difficoltà dei calixtini aumentavano anno dopo anno. Nel 1485 alla Dieta di Kutná Hora fecero un accordo coi cattolici, durante trentuno anni, dopodiché, con la Dieta del 1512, si riconobbero pari diritti ad entrambe le parti.
L'arrivo di Martin Lutero venne ben accolto dagli hussiti, e Lutero stesso si sorprese dell'aver trovato così tanti punti in comune tra la sua teologia e quella di Hus. Non tutti i calixtini però approvavano la Riforma in Germania; avvenne quindi uno scisma tra gli hussiti, alcuni dei quali tornarono al cattolicesimo, altri entrarono a far parte della nascente Unitas Fratrum nel 1457. Con l'imperatore Massimiliano II d'Asburgo venne formulata la Confessio Bohemica, a cui luterani, riformati e Fratelli Boemi aderirono. Con lo scoppio della guerra dei trent'anni e la battaglia della Montagna Bianca, l'8 novembre 1620 la fede cattolica venne ristabilita come religione di Stato in Boemia e Moravia; gli hussiti iniziarono a diminuire.

#### I Fratelli Boemi
Messi al muro dalla controriforma cattolica, i membri dell'Unitas Fratrum dovettero quindi decidere se andare via dal Sacro Romano Impero Germanico o restare e praticare il cristianesimo hussita in segreto. Come risultato dovettero nascondersi e scappare verso il Nord Europa. La comunità dei Fratelli Boemi più numerosa rimase comunque quella di Leszno, in Polonia, strettamente legata ai Cechi e affiliata a vari e piccoli altri gruppi hussiti della Moravia. Molti di loro, come il celebre filosofo Comenio, fuggirono verso l'Europa occidentale, altri verso i paesi del Sud.
Una comunità di Fratelli Boemi stabilitasi a Herrnhut, in Germania, nel 1727 pose le basi per la nascita della Chiesa Moraviana, nome ufficiale dell'Unitas Fratrum odierna. I moraviani di Herrnhut, sotto la guida del conte Nikolaus Ludwig von Zinzendorf, stabilirono missioni d'evangelizzazione anche in Africa e nelle Americhe.